# Веселовский, Андрей Андреевич
Андрей Андреевич Веселовский (20 февраля 1862, Российская империя — 11 июля 1922, Салоники) — русский военный деятель, генерал-майор. Герой Русско-японской и Первой мировой войн, участник Гражданской войны в составе ВСЮР.

## Биография
Родился в 1862 году в семье военного инженера, генерал-лейтенанта Андрея Ивановича Веселовского. Один из братьев — генерал-лейтенант Антоний Андреевич Веселовский.
Образование получил в С.-Петербургской военной прогимназии. В 1879 году вступил в службу вольноопределяющимся в Екатеринославский 1-й лейб-гренадерский полк. В 1881 году после окончания Тифлисского военного училища по I разряду произведён в подпрапорщики и выпущен в Апшеронский 81-й пехотный полк. В 1883 году произведён в прапорщики, в 1884 году в подпоручики, в 1888 году в поручики, в 1894 году в штабс-капитаны. С 1895 года — младший помощник старшего адъютанта штаба Кавказского военного округа. В 1898 году за отличие произведён в капитаны — командир роты 250-го Ахульгинского резервного батальона.

В 1903 году окончил Офицерскую стрелковую школу. С 1904 года участник Русско-японской войны в составе Сибирского 22-го стрелкового полка, был ранен. За боевые отличия награждён рядом боевых орденов и произведён в 1905 году в подполковники и в 1906 году в полковники. Высочайшим приказом от 11 апреля 1908 года за храбрость награждён Золотым оружием «За храбрость»:
За отличие и храбрость проявленные в бою под Бенсиху
С 1908 года командир 1-го Западно-Сибирского стрелкового батальона. С 1910 года командир 21-го Сибирского стрелкового полка. С 1914 года участник Первой мировой войны во главе своего полка, был ранен. В 1915 году произведён в генерал-майоры — командир 1-й бригады 6-й Сибирской стрелковой дивизии. С 1917 года в резерве чинов при штабе Киевского военного округа по болезни.

Высочайшим приказом от 21 февраля 1916 года за храбрость награждён орденом Святого Георгия 4-й степени: 
За то, что состоя командиром 21-го Сибирского стрелкового полка, 10-го ноября 1914 года в бою с германцами в районе города Берзен, под сильным действительным огнём противника и при отчаянном сопротивлении со стороны последнего, лично повёл свой полк в атаку и выбив немцев из окопов и домов укреплённых д.д. Борово и Галково, обратил противника в паническое бегство, взяв при этом с боя 8 полевых и 3 тяжёлых орудия, 8 зарядных ящиков с лошадьми, 2 прожектора и около 600 пленных, а затем оставшись в районе занятых деревень, утром 11-го ноября вновь перешёл, лично ведя батальоны, в наступление, но встретив против себя громадные силы противника, вынужден был перейти у обороне около полотна железной дороги Колюшки - Лодзь, где в течение дня отбивал яростные атаки, во много раз превосходного в силах противника, а в след за тем, окружённый со всех сторон неприятелем, продолжал мужественно держаться, дав этим возможность отойти нашим батареям и другим частям дивизии, при этом несколько раз, находясь во главе полка, бросался в контр-атаки и в одной из этих контр-атак был тяжело ранен и остался не подобранным на поле сражения в сфере огневого боя своих и неприятельских войск
После Октябрьской революции с 1918 года служил Белой армии в ВСЮР — председатель ревизионной комиссии 1-го армейского корпуса. С 1920 года в эмиграции в Греции, состоял членом обществ — Георгиевских кавалеров, Русских монархистов и Союза увечных воинов.

## Награды
- Орден Святого Станислава 3-й степени (ВП 21.11.1892)
- Орден Святой Анны 3-й степени (ВП 23.09.1903)
- Орден Святого Станислава 2-й степени с мечами (ВП 1903; Мечи — ВП 1906)
- Орден Святой Анны 2-й степени с мечами (ВП 03.11.1904)
- Орден Святого Владимира 4-й степени с мечами и бантом (ВП 01.11.1905)
- Золотое оружие «За храбрость» (ВП 11.04.1908)
- Орден Святого Владимира 3-й степени (ВП 1909; ВП 27.07.1915)
- Орден Святого Станислава 1-й степени с мечами (ВП 08.01.1916)
- Орден Святого Георгия 4-й степени (ВП 21.02.1916)
- Орден Святой Анны 1-й степени с мечами (ВП 06.09.1916)